# ㅛ
ㅛ là một nguyên âm của tiếng Triều Tiên. Unicode của ㅛ là U+315B. Khi chuyển tự Hangeul sang Romaja nó tương ứng với cặp chữ "YO".